# Hervormde kerk (Kerkwerve)
De Hervormde kerk is een kerkgebouw in Kerkwerve op het eiland Schouwen-Duiveland in de Nederlandse provincie Zeeland, gelegen aan Weelweg 1. Het gebouw werd in 1900 gebouwd en verving een vervallen middeleeuwse kerk. De preekstoel, gemaakt rond 1700, is beschermd als rijksmonument.

## Geschiedenis
Rond 1200 is de plaats Kerkwerve ontstaan met een kerkgebouw als middelpunt, welke was gewijd aan Sint Pancras. Tijdens het Beleg van Zierikzee (1575-1576) werd de kerk ernstig beschadigd. Nadat de bewoners van Kerkwerve rond 1576 zich besloten aan te sluiten bij de Reformatie kwam de kerk in protestantse handen. Een deel werd hersteld, terwijl het andere deel werd afgebroken.

## Nieuwbouwplannen
Aan het einde van de 19e eeuw bevond dit gebouw zich in zulke slechte staat dat een herstelplan uit 1887 al snel verworpen werd door de kerkvoogden. Plannen voor nieuwbouw waren echter te duur voor de kleine gemeente en liepen aanvankelijk tot niets uit. In 1894 werden nieuwe plannen gemaakt, en metselaar W. Lemsom stelde een nieuwbouwplan voor van 6.000 gulden. Dit plan werd niet geaccepteerd, maar in 1895 stelde de dominee, H.J. Couvée, voor dat zijn broer en architect, L. Couvée, gratis een nieuw plan kon maken, mits nieuwbouw volledig naar dit plan zou verlopen.

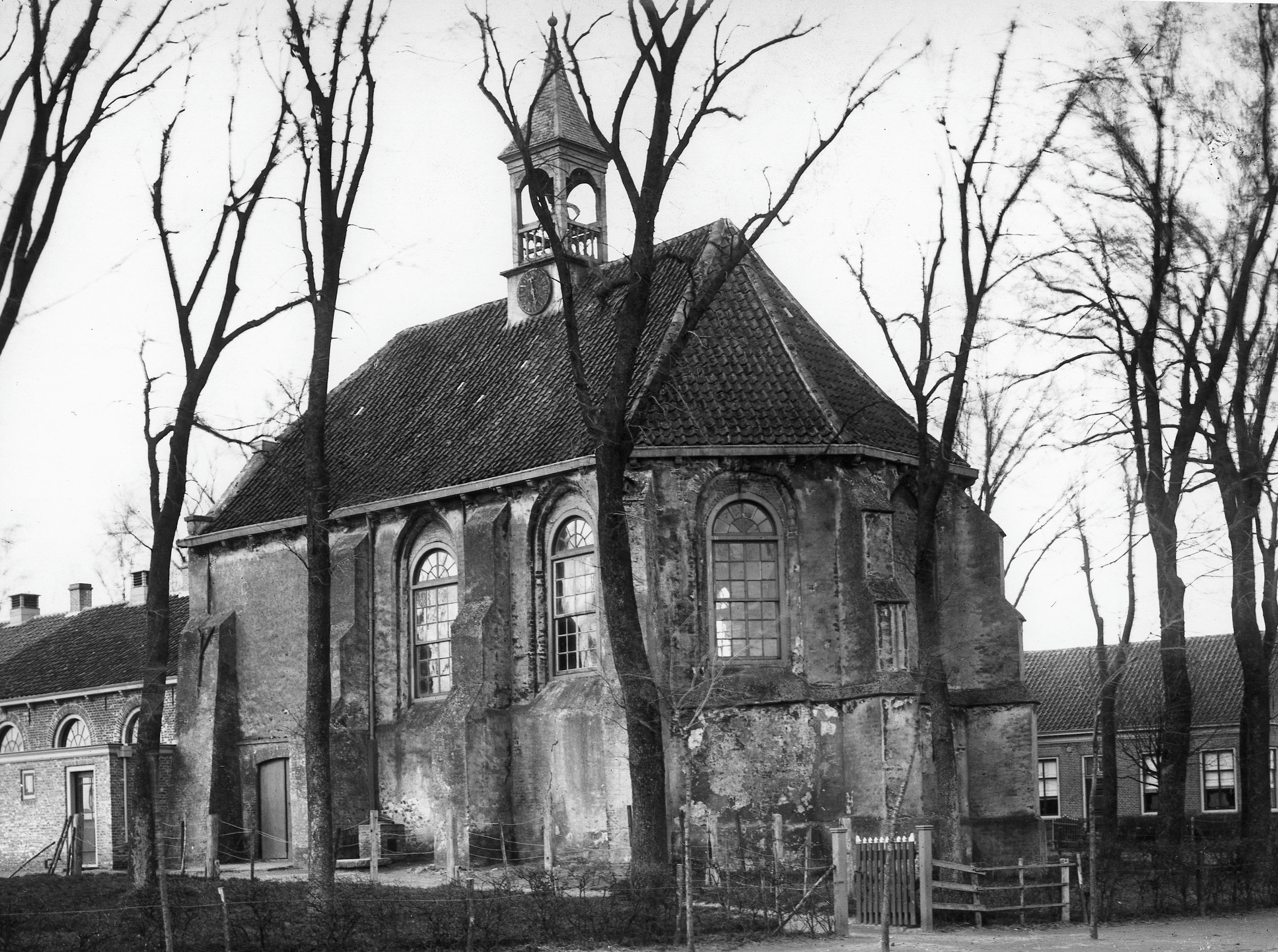
De voormalige kerk in maart 1893. In 1895 werd het gebouw om veiligheidsredenen gesloten en in 1900 afgebroken.

Er werd een speciale bouwcommissie opgericht en de burgerlijke gemeente werd verzocht om de bouwkundige staat van de kerk te onderzoeken. Het rapport, uitgevoerd door J. van Elzelingen en N.W. Hocke, ingenieurs uit Zierikzee, liet de burgemeester van Kerkwerve doen besluiten om de kerk direct te sluiten, in december 1895. Kerkdiensten werden daarna tijdelijk gehouden in een schoollokaal, met het plan om daarna een noodkerk in gebruik te nemen die gebouwd zou worden met sloopmateriaal van de kerk.
Echter, sloop werd verboden door de Hervormde Algemene Synodale Commissie en architect J.A. Frederiks, specialist in restauraties, had in opdracht van het Ministerie van Binnenlandse Zaken na eigen onderzoek een nieuw rapport geschreven waaruit bleek dat herstel wel mogelijk was. Zonder geld voor herstel en zonder sloopmateriaal voor de bouw van een noodkerk ontstond een impasse.
Notabel C.J. Boogerd en dominee Couvée boden aan om op hun rekening de noodkerk te bouwen en die dan te verhuren aan de gemeente. Er moest echter nog steeds toestemming voor afbraak verkregen worden. Door de tegenstrijdige eerste rapporten gaf de Algemene Synodale Commissie alsnog geen toestemming. Wel werd in 1896 besloten om een nieuw onafhankelijk rapport te laten opstellen. Architect L. Koole werd hiervoor aangesteld en na grondig onderzoek, waaronder gedeeltelijke uitgraving van de fundamenten, stelde hij vast dat herstel onmogelijk was. De Commissie ging mee in dit rapport en verleende alsnog toestemming tot sloop van het oude gebouw.

## Nieuwbouw

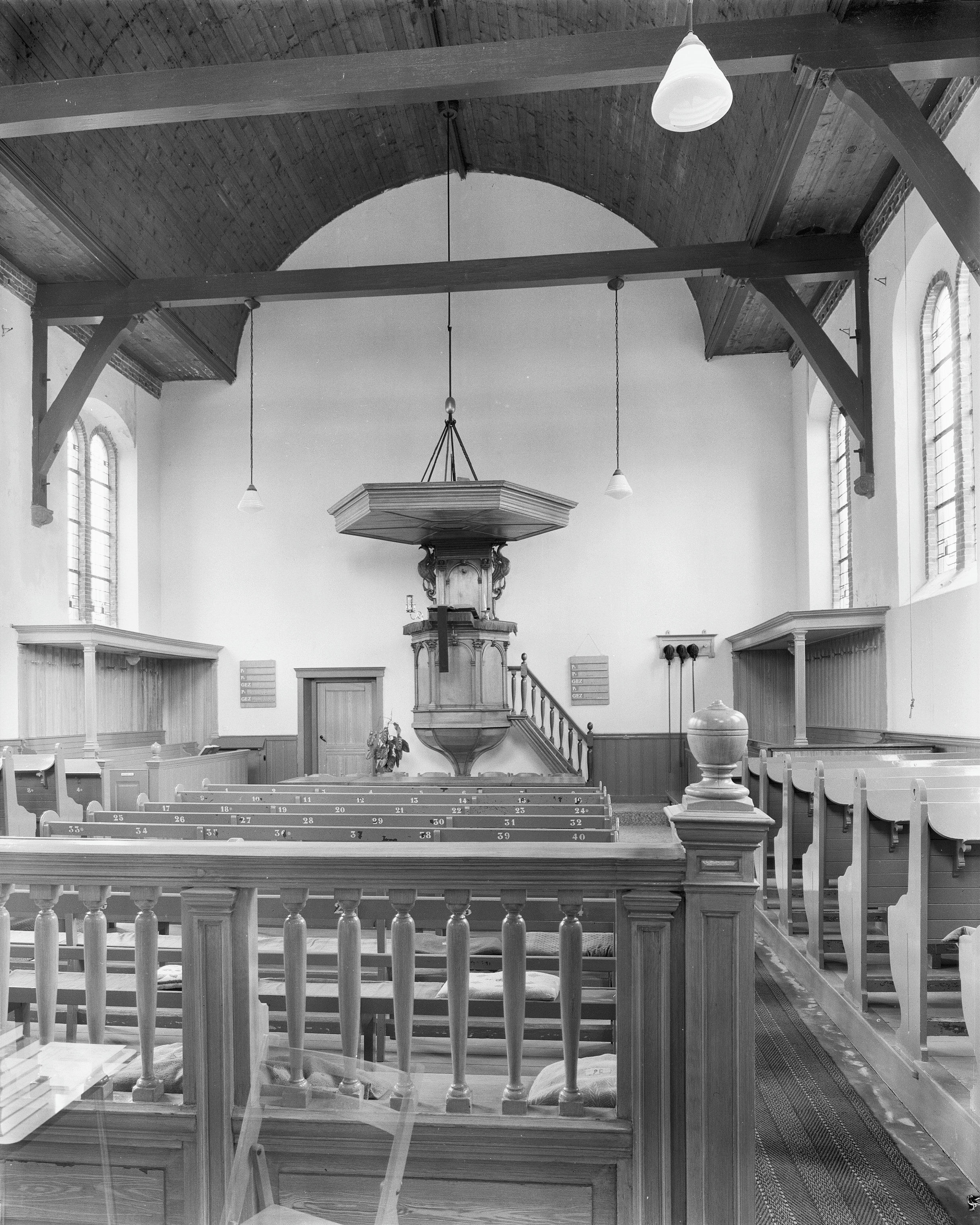
Het interieur van de kerk met zicht op de preekstoel die is beschermd als rijksmonument.

Uiteindelijk kon op 22 januari 1900 de aanbesteding worden geplaatst. Er werd 12.000 gulden begroot op de nieuwbouw. De laagste inschrijver was aannemer P. Vink uit Noordgouwe met 13.250 gulden, maar hij had een rekenfout gemaakt, en de aanbesteding werd gegund aan W. Lemsom uit Kerkwerve die had ingeschreven voor 13.320 gulden. In februari begon de sloop van de oude kerk en na het bouwrijp maken, kon op 21 april 1900 de eerste steen worden gelegd van de nieuwe kerk. Het hoogste punt werd bereikt in juli, maar de afwerking van het gebouw duurde langer. Op 14 januari 1901 werd de kerk in gebruik genomen.

## Gebouw
De nieuwe kerk betrof een relatief eenvoudige eenbeukige kerk met vijf vensterassen en een geveltoren.
De preekstoel, gemaakt rond 1700, is als enigiste behouden uit de oude kerk en is geclasseerd als rijksmonument. In 1919 werd een harmonium in de kerk geplaatst, gebouwd door de firma L. Raar uit Delft. Na 1953 werd deze vervangen door een electro-pneumatisch unti-orgel van de firma Spiering uit Dordrecht. Dit orgel voldeed echter niet, en op 18 december 1987 werd een nieuw orgel in gebruik genomen, gebouwd door Fama en Raadgever uit Utrecht.